# Слова Святого Павла
Слова Святого Павла (итал. Parole di San Paolo) — сочинение Луиджи Даллапикколы для меццо-сопрано и камерного ансамбля, написанное в 1964 году на текст из Главы 13 Первого послания к Коринфянам в латинском переводе. Продолжительность — около 8 минут (ровно 100 тактов). Партитура опубликована издательством «Suvini Zerboni». Сочинение считается одним из самых совершенных во всём творчестве композитора.

## Предыстория написания
Сочинение было заказано Фондом Элизабет Спрэг Кулидж при Библиотеке Конгресса в начале 1964 года к концерту, приуроченному к столетнему юбилею со дня рождения Спрэг Кулидж. Активно работавший тогда над оперой «Улисс» Даллапиккола был склонен заказ отклонить, однако, случайно открыв несколько месяцев спустя партитуру «Струнного квартета» (соч. 28) Антона Веберна для уточнения некоторых её деталей и обнаружив в ней посвящение Спрэг Кулидж, счёл это своего рода знамением и своё решение изменил, дав в тот же день согласие и приступив к работе, которой хотел отдать дань смелости и проницательности жеста американской меценатки, памятуя об обстоятельствах её заказа Веберну, на тот момент занимавшему в музыке маргинальное место и более того запрещённому в числе других  представителей «дегенеративного искусства».
Выбору текста и его осмыслению способствовало тесное общение композитора с Мурило Мендесом, на стихи которого были написаны предшествующие «Словам Святого Павла» «Молитвы».

## О технике
Сочинение относится к позднему периоду творчества композитора. Отмечается особая тщательность, с которой текст положен на музыку: каждая строка библейского текста окрашена яркими индивидуальными особенностями, включая перемены в динамике, плотности фактуры, ритме, а также способе изложения серии. Обращает на себя внимание непрерывающаяся в течение всей работы и легко различимая на слух связь гармонического и мелодического развития музыки с последовательностью открывающих произведение четырёх аккордов, из которых она и предельно экономно развёртывается.
По тембровой гармонии работа тяготеет к эстетике Веберна (в частности, в смысле использования «тембровой мелодии»). Сама серия, лишённая элементов октатоники, комбинаторных свойств (соответствия первичной формы её инверсии) и симметрии, топологически роднит «Слова Святого Павла» с кантатой «К Матильде» и более поздней работой «Словно тень...».

## Рецепция
Массимо Мила, считая «Слова Святого Павла» одной из самых совершенных работ композитора, ставил это сочинение в пример музыкальному авангарду тех лет, выбравшему путь расщепления слова до асемантических по своей сути фонем. Камилло Тоньи называл «Слова Святого Павла» малой кантатой и подлинной экзегезой апостольского послания.

## Состав
Сочинение написано для меццо-сопрано (предпочтительнее задействовать мальчика) и ансамбля в составе: флейта, альтовая флейта, два кларнета, бас-кларнет, челеста (пятиоктавная)/фортепиано, вибрафон/ксилоримба, арфа, альт, виолончель.

## Первые исполнения
Мировая премьера состоялась 30 октября 1964 года в Вашингтоне, в Библиотеке Конгресса. Дирижировал сам композитор (уникальный случай во всей жизни Даллапикколы, премьерами своих сочинений никогда не дирижировавшего), партию меццо-сопрано исполнила Нэнси Уильямс.

## Записи
- Ансамбль под управлением Золтана Пешко, меццо-сопрано Магда Ласло. Издания: CBS S 61490 / Itl 70019 / Esz 84002. Запись 1974 года. Стерео. Аннотация к грампластинке Камилло Тоньи. Мнения о качестве исполнения разнятся: Оливер Кнуссен считает его неудовлетворительным[6]; сам композитор записью был доволен[7].
- Ансамбль Филадельфийского форума композиторов, дирижёр Иоиль Томе[англ.], меццо-сопрано Бенита Валенте. Издания: Candide Ce 31021 / Vox Box 2 / Cdx 5144. Издано на грампластинке в 1972 году, переиздано на компакт-диске в 1995 году. Критикой отмечается безупречная игра ансамбля и пение (особенно в сложных переходах между собственно пением и пением декламационным)[3].
- Ансамбль «Dissonanzen» под управлением Клаудио Луго, меццо-сопрано Кристина Дзаваллони[итал.]. Концертная запись с Равеннского фестиваля 2004 года.

В Архиве Даллапикколы доступны для изучения ещё несколько концертных записей, сделанных в 1964—73 годах, в том числе под управлением самого композитора (включая мировую премьеру).